# 小行星9959
小行星9959（英語：9959）是一颗围绕太阳公转的小行星。1991年11月9日，上田清二、金田宏在钏路市发现了此天体。
这颗小行星的绝对星等为246.9574068723065等。